# Codriophorus laevigatus
Codriophorus laevigatus là một loài Rêu trong họ Grimmiaceae. Loài này được (A. Jaeger) Bednarek-Ochyra & Ochyra mô tả khoa học đầu tiên năm 2003.